# 徳川貞子
徳川 貞子（とくがわ さだこ、嘉永3年10月27日（1850年11月30日） - 明治5年1月9日（1872年2月17日））は、明治時代の皇族。皇族時代の名は、熾仁親王妃貞子（たるひとしんのうひ さだこ）。

## 生涯
水戸藩主徳川斉昭の十一女として、駒込の水戸藩下屋敷に誕生した。母は万里小路睦子（秋庭）。同母兄弟に徳川昭武、土屋挙直がいる。徳川慶喜、徳川慶篤は異母兄である。初め茂姫、後に繁君とも。和歌と国学を母睦子と小池道子（水戸藩士小池友徳の姉でのちに宮中女官となる）に学び、書を父斉昭の正室である登美宮吉子女王と義父の有栖川宮幟仁親王から学んだ。吉子女王と睦子は、共に京出身であるため仲が良かったと言われている。
慶応3年（1867年）に兄慶喜の養女として有栖川宮熾仁親王と婚約する。嫡母吉子女王及び長兄慶篤の正室幟子女王も有栖川宮出身であり、水戸徳川家と有栖川宮は縁戚関係にあった。熾仁親王は嘉永4年（1851年）に和宮親子内親王と婚約するも、徳川家茂との縁談により万延元年（1860年）に婚約を解消しており、その代わりとして貞子が選ばれた。
その後、大政奉還や戊辰戦争などの混乱が続いたため婚儀は延期され、明治3年（1870年）2月になってようやく挙げられた。このとき、兄慶喜は朝敵のままであったので、貞子は慶喜との縁組を解消して婚儀に臨んだ。
しかし、貞子はその2年後、熾仁親王が知藩事として福岡に赴任中に丹毒を病み、東京の有栖川宮邸にて死去した。享年23（満21歳没）。東海寺に葬られたが、後に豊島岡墓地に改葬された。熾仁親王との同棲生活はわずか1年半であった。
なお、貞子の死後、熾仁親王の後妻となった溝口董子は貞子のはとこ（董子の母方の祖父土屋彦直と貞子の祖父徳川治紀は兄弟）にあたる。